# Isabel Miranda de Wallace
Isabel Miranda de Wallace, née le 27 mai 1951 et morte le 8 mars 2025, est une éducatrice et militante sociale mexicaine. Elle a été présidente de l'association civile Alto al Secuestro (« Stop aux enlèvements ») et a reçu le Prix national des droits de l'homme 2010 des mains du président Felipe Calderón. En tant que candidate du Parti d'action nationale la mairie de Mexico elle se classe troisième sur quatre,,,. A partir de 2014, des enquêtes révèlent qu'elle aurait fait emprisonner et torturer des dizaines d’innocents pour protéger un narcotrafiquant.

## Biographie

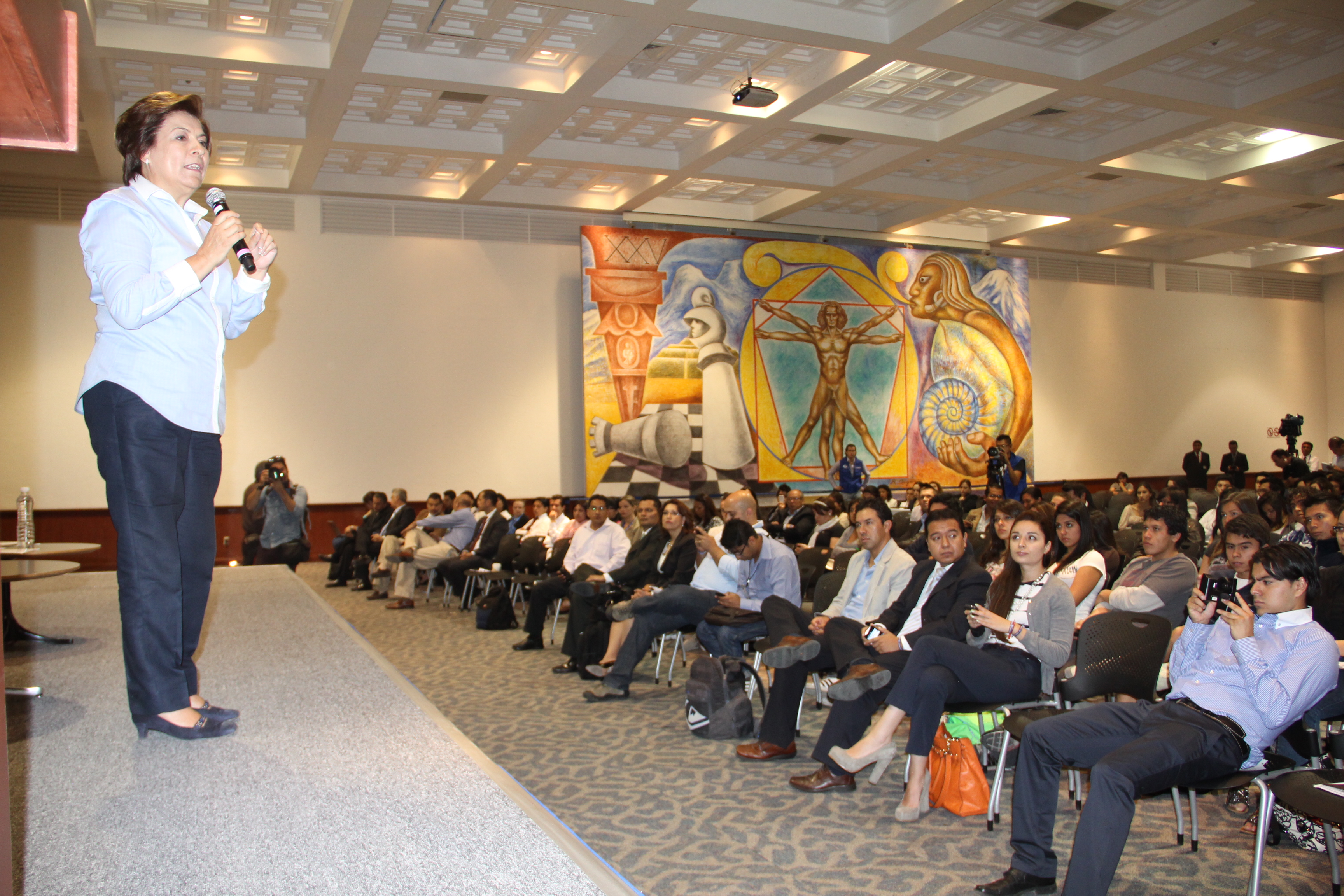
Wallace à l'Institut de technologie et d'études supérieures de Monterrey, Campus de Mexico

Isabel Miranda de Wallace, née María Isabel Miranda Torres,, nait le 27 mai 1951.
Isabel Miranda de Wallace devient une personnalité publique de premier plan après l'enlèvement et le meurtre de son fils, Hugo Alberto Wallace Miranda, le 11 juillet 2005. En réponse, elle fonde l’association Alto al Secuestro AC qui apporte un soutien juridique et émotionnel aux familles et aux victimes d’enlèvement. En tant qu’oratrice, elle aborde des questions allant de la prévention de la criminalité et de la sécurité à la participation citoyenne et au bien-être de la famille.
Ses efforts en faveur des droits de l’homme sont reconnus au niveau national lorsqu’en 2010 elle reçoit le Prix national des droits de l’homme des mains du président Felipe Calderón. S'appuyant sur ses engagements, elle est présentée le 11 janvier 2012 comme candidate du Parti d'action nationale (PAN) à la mairie de Mexico pour le mandat 2012-2018,.
En avril 2012, le magazine Proceso rapporte qu'en 1998 Wallace avait été accusé par les autorités de l'arrondissement de Tlalpan de résistance à l'arrestation et de tentative d'homicide. À cette époque, alors qu'elle dirigeait son entreprise, Showcase Publicidad, elle dirigeait un groupe d'employés qui empêchaient le retrait des panneaux d'affichage installés dans toute la ville de Mexico. En conséquence, elle est détenue à Reclusorio Norte pendant cinq jours avant d'être libérée grâce à l'intervention de son avocat, Ricardo Martínez Chávez, qui travaille au sein du Parquet général de justice du District fédéral. Elle est exonérée de certaines accusations, mais sanctionnée pour outrage à l’autorité.
Le 31 mai 2014, une enquête menée sur deux fronts est publiée : celle d’Anabel Hernández dans le magazine Proceso, et celle de Guadalupe Lizárraga, dans Los Angeles Press (enquête divisée en huit volets), qui apportent des indices sur la vie de son fils Hugo Alberto Wallace Miranda. Lizárraga poursuit ses recherches et, en 2018, révèle la double identité officielle de Hugo Alberto Wallace Miranda et/ou Hugo Alberto Miranda Torres. En avril 2019 la journaliste révèle une troisième identité de la supposée victime : Hugo Alberto León Miranda, et lui donne comme père biologique le docteur Carlos León Miranda. Elle dénonce également la fabrication d’une preuve ADN à partir d’une goutte de sang placée de manière frauduleuse par le Parquet général de la République (PGR), sept mois après les faits. Cela l’amène à défendre l’innocence de sept personnes victimes de torture et d’emprisonnement, que Miranda accusait directement du prétendu enlèvement, ainsi que deux autres personnes présentées comme membres d’un groupe criminel. Ces éléments sont révélés dans son livre El falso caso Wallace (La fausse affaire Wallace),.
Miranda de Wallace meurt le 8 mars 2025 à l'hôpital ABC de Santa Fe, Mexico, des suites de complications suite à une intervention chirurgicale le 8 mars 2025. Elle a 73 ans,. Sa mort est cependant incertaine.